# Berit Johannessen
Berit Johannessen (* 17. März 1951 in Oslo) ist eine ehemalige norwegische Skilangläuferin.
Johannessen, die für den Fossum IF startete, belegte bei den nordischen Skiweltmeisterschaften 1974 in Falun den 27. Platz über 10 km. Bei ihrer einzigen Olympiateilnahme im Februar 1976 in Innsbruck lief sie auf den 23. Platz über 10 km, auf den 20. Rang über 5 km und auf den fünften Platz mit der Staffel. Zwei Jahre später kam sie bei den nordischen Skiweltmeisterschaften in Lahti auf den 18. Platz über 10 km, auf den 11. Rang über 20 km und auf den fünften Platz mit der Staffel. Bei norwegischen Meisterschaften siegte sie im Jahr 1978 über 10 km. Zudem wurde sie in den Jahren 1974 und 1976 jeweils Zweite über 10 km, 1977 Dritte und 1978 Zweite über 20 km und 1982 Dritte mit der Staffel von Fossum IF.